# Кольматс, Беата
Беата Кольматс (швед. Beata Kollmats; род. 6 июля 1992, Швеция) — шведская футболистка, защитник шведского клуба «Юргорден». 
Первоначально она была полузащитником, но позднее стала центральным защитником.

## Клубная карьера

### «Гётеборг»
В декабре 2010 года, в возрасте 18 лет, Кольматс подписал контракт со шведским клубом «Коррарберг/Гётеборг», выступавшим в Дамаллсвенскане, высшем дивизионе в иерархии женского клубного футбола в Швеции. Она дебютировала за клуб 7 мая 2011 года в матче против «Питео», в котором её команда выиграла со счетом 6:0. Этом матч остался единственным для Кольматс в том сезоне, в котором «Гётеборг» также выиграл Кубок Швеции.
В течение сезона 2012 года Беата Кольматс выходила в стартовом составе 5 раз в своих 11 матчах за «Гётеборг», отыграв в общей сложности 496 минут. «Гётеборг» в том сезоне проиграл со счетом 1:2 в шведском Суперкубке 2012 года команде «ЛдБ Мальмё». В апреле 2013 года «Гётеборг» победил чемпиона Швеции 2012 года «Тюресо», тем самым завоевав Суперкубок Швеции. Кольматс вернулась в состав «Гётеборга» в сезоне 2013 года. В августе того же года Кольматс получила травму (трещину ребра) после столкновения с вратарем Кристин Хаммарстрём.
Беата Кольматс была назначена капитаном «Гётеборга» в апреле 2018 года, сменив на этом месте Элин Рубенссон. В сентябре 2018 года Кольматс провела ужасный для себя матч против «Хаммарбю», забив два гола в собственные ворота, принесших сопернику победу со счётом 2:1, и в концовке той же игры была унесена с поля с сотрясением мозга.